# Cyclopsitta
Cyclopsitta és un gènere d'ocells de la família dels psitàcids. Habiten a Papua Nova Guinea i l'extrem oriental d'Austàlia.

## Llista d'espècies
Segons l'autoritat taxonòmica que es consulti, aquest gènere està format per 2, 4 o 6 espècies i tot i així no coincideixen en les espècies.
Per a Clements Checklist i l'ITIS el componen dues espècies:
- Lloret dobleull (Cyclopsitta diophthalma).
- Lloret de Desmarest (Cyclopsitta desmarestii).

Mou el polítipic C. melanogenia, el monotípic C. gulielmitertii, i el politípic C. nigrifrons al gènere Nannopsittacus.
Per a Birds of the World/CornellLab i eBird el componen aquestes 4 espècies:
- Lloret dobleull (Cyclopsitta diophthalma).
- Lloret de Desmarest (Cyclopsitta desmarestii).
- Lloret d'Edwards (Cyclopsitta edwardsii).
- Lloret de Salvadori (Cyclopsitta salvadorii).

Per al Congrés Ornitologic Internacional (versio 14.2, 2024) i Avibase també en són 4 però són les següents:
- Lloret dobleull (Cyclopsitta diophthalma).
- Lloret frontblau (Cyclopsitta gulielmitertii).
- Lloret arlequí (Cyclopsitta melanogenia).[7]
- Lloret frontnegre (Cyclopsitta nigrifrons).[8]